# Markt 18 (Haldensleben)

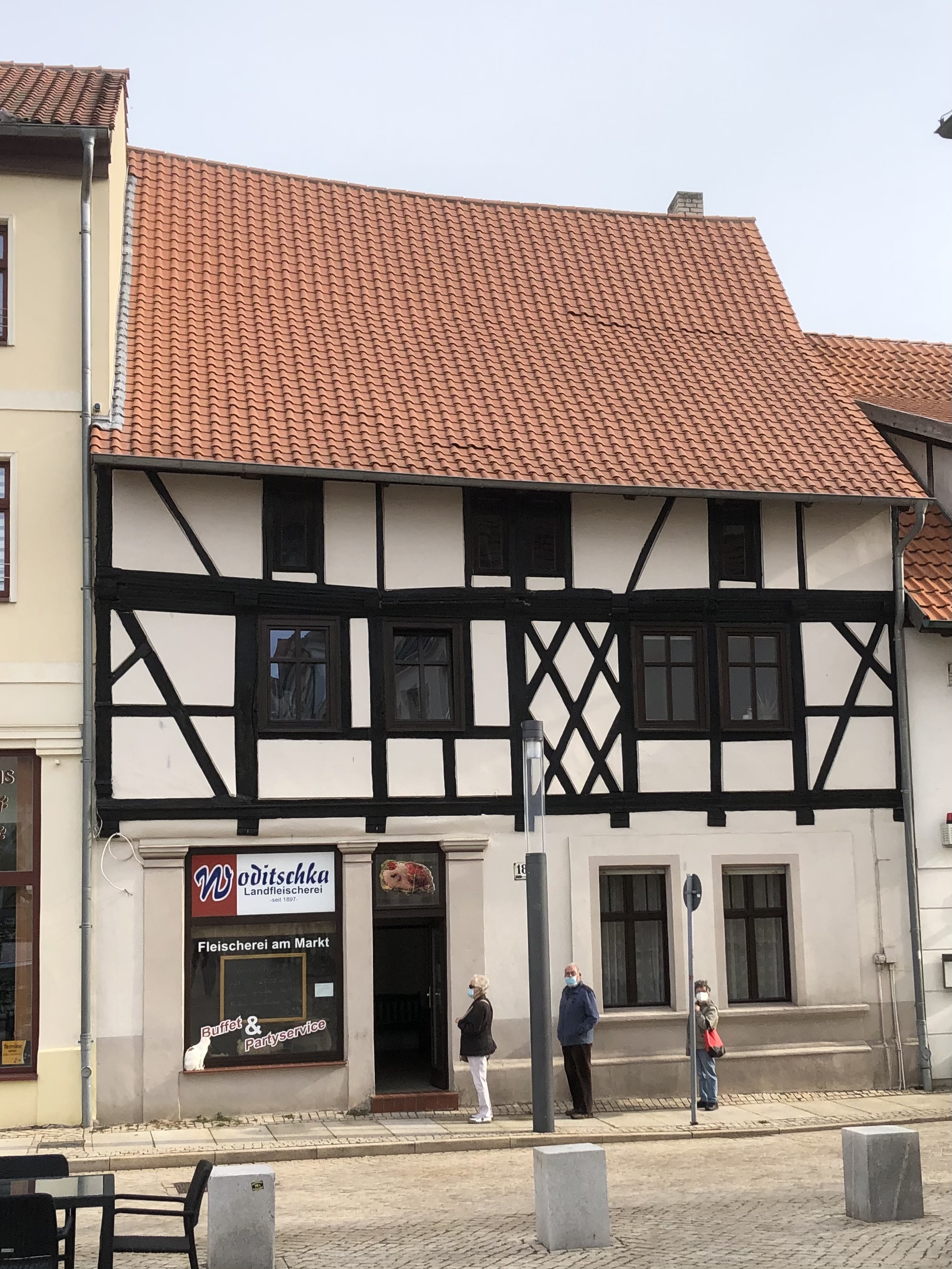
Gebäude Markt 18 im Jahr 2021

Das Gebäude Markt 18 ist ein denkmalgeschütztes Wohnhaus in Haldensleben in Sachsen-Anhalt. 

## Lage
Das Haus befindet sich in der Innenstadt von Haldensleben an der nordöstlichen Ecke des Marktplatzes der Stadt.

## Architektur
Das zweieinhalbgeschossige Gebäude stammt aus dem 17. Jahrhundert. Während das Erdgeschoss in massiver Bauweise erstellt ist, sind die oberen Stockwerke als Fachwerkbau errichtet. Die Fachwerkfassade des traufständigen Hauses wird zum Platz hin durch ein großes, die Höhe eines Stockwerks einnehmendes Rautenkreuz dominiert. In späterer Zeit wurde der Drempel als Wohnobjekt ausgebaut. Das Erdgeschoss erhielt im 19. Jahrhundert einen Ladeneinbau. Zum Hof hin schließt sich ein Seitenflügel an. 
Im örtlichen Denkmalverzeichnis ist das Wohnhaus unter der Erfassungsnummer 094 30431 als Baudenkmal eingetragen.
Das Gebäude gilt als östlicher Abschluss der Umbauung des Marktplatzes als städtebaulich bedeutend.